# Ragnar Hyltén-Cavallius
Ragnar Hyltén-Cavallius est un scénariste, réalisateur, acteur et monteur de cinéma suédois. Il est né le 27 novembre 1885 et mort le 25 novembre 1970.

## Biographie
Il était petit-fils de Gunnar Olof Hyltén-Cavallius et d'une fille de Zacharias Hæggström.
Hyltén-Cavallius passa en 1909 l’examen d’admission au Barreau d’Uppsala puis de 1916 à 1920 fut acteur et metteur en scène du Théâtre suédois d’Helsinki. À l'hiver 1922–1923, il fut directeur du Théâtre de la Ville d’Helsinki puis à partir de 1929 du Théâtre dramatique royal. En 1920 il accepta de devenir scénariste pour Svensk Filmindustri.
Il est inhumé au cimetière du Nord de Stockholm.

## Filmographie

### Réalisateur
- 1926 : La Dame de l'Archiduc (Die Sieben Töchter der Frau Gyurkovics)
- 1927 : Ungdom
- 1928 : Majestät schneidet Bubiköpfe
- 1935 : Äktenskapsleken
- 1936 : Kungen kommer
- 1938 : Vingar kring fyren
- 1946 : Klockorna i Gamla sta'n

### Scénariste
- 1921 : Vallfarten till Kevlaar
- 1921 : De Landsflyktige
- 1922 : Det Omringade huset
- 1923 : Hemslavinnor
- 1924 : La Légende de Gösta Berling (Gösta Berlings saga) de Mauritz Stiller
- 1925 : Les Maudits (Ingmarsarvet) de Gustaf Molander
- 1926 : Hon, den enda
- 1926 : Vers l'Orient (Till österland) de Gustaf Molander
- 1926 : Ebberöds bank
- 1926 : Die Sieben Töchter der Frau Gyurkovics
- 1927 : Ungdom
- 1930 : Fridas visor
- 1930 : Charlotte Löwensköld de Gustaf Molander
- 1931 : En natt  de Gustaf Molander
- 1932 : Svarta rosor de Gustaf Molander
- 1934 : Sången om den eldröda blomman
- 1935 : Äktenskapsleken
- 1936 : Kungen kommer
- 1938 : Vingar kring fyren
- 1939 : Vi två
- 1939 : Hennes lilla majestät
- 1940 : Familjen Björck
- 1940 : Juninatten
- 1941 : Fröken Kyrkråtta
- 1941 : Frøken Kirkemus
- 1944 : Vändkorset
- 1946 : Klockorna i Gamla sta'n

### Acteur
- 1920 : Carolina Rediviva
- 1921 : Vallfarten till Kevlaar

### Monteur
- 1926 : Die Sieben Töchter der Frau Gyurkovics